# Aleksiej Kupajew
Aleksiej Trofimowicz Kupajew (ros. Алексей Трофимович Купаев, ur. w marcu 1901 we wsi Pieski w guberni woroneskiej, zm. w listopadzie 1974) – radziecki polityk, I sekretarz Akmolińskiego (1941-1944) i Kokczetawskiego (1944-1949) Komitetu Obwodowego Komunistycznej Partii (bolszewików) Kazachstanu.
Od 1920 w Armii Czerwonej, później w prokuraturze wojskowej, następnie pomocnik majstra i przewodniczący komitetu fabrycznego w Kombinacie Tekstylnym w Armawirze. 1931-1936 dyrektor fabryki sukna w Rostowie, 1936-1938 studiował w Moskiewskiej Akademii Przemysłowej im. Mołotowa, w 1938 kierownik wydziału handlu radzieckiego Komitetu Obwodowego KP(b)K w Karagandzie, 1938-1941 II sekretarz Zachodniokazachstańskiego Komitetu Obwodowego KP(b)K. Od 1941 do marca 1944 I sekretarz Komitetu Obwodowego KP(b)K w Akmole (obecnie Astana), od marca 1944 do 1949 I sekretarz Komitetu Obwodowego KP(b)K w Kokczetawie. 1949-1954 dyrektor fabryki sukna w Ałmaty, 1954-1955 szef głównej kazachstańskiej instytucji przemysłu tekstylnego, w 1955 zastępca ministra przemysłu towarów szerokiego zapotrzebowania Kazachskiej SRR, 1955-1956 zastępca ministra przemysłu tekstylnego Kazachskiej SRR, 1956–1957 I zastępca ministra przemysłu lekkiego Kazachskiej SRR, 1957-1961 szef Zarządu Przemysłu Lekkiego i Spożywczego Sownarchozu Ałma-Ackiego Ekonomicznego Rejonu Administracyjnego, następnie na emeryturze. Odznaczony dwoma Orderami Lenina i Orderem Czerwonego Sztandaru Pracy.